# 桃太郎電鉄G ゴールド・デッキを作れ!
桃太郎電鉄G ゴールド・デッキを作れ!（ももたろうでんてつジー ゴールド・デッキをつくれ!）は、ハドソンが2005年6月30日に発売したゲームボーイアドバンス用のボードゲーム。桃太郎電鉄シリーズ第14作。ゲームボーイアドバンスでは唯一の桃太郎電鉄シリーズである。

## 概要
『jr.』以来、7年ぶりに発売となった携帯ゲーム機版の桃太郎電鉄シリーズ。ゲームの基本的な内容は『12』の全国編マップがベースだが、新しい物件駅やカード・イベント等、新機能の「デッキシステム」が追加されており、単なる移植ではなく新作扱いとなっている。
通信ケーブルやワイヤレスアダプタ（別売）による通信対戦・デッキ交換が可能。携帯ゲーム機版のうち、通信機能の対応は『SUPER』以来。また、カラー表示対応の携帯ゲーム機版シリーズタイトルとしては1995年発売のゲームギア版『SUPER III』以来となった。

## ゲームモード
いつもの桃鉄
設定した年数をプレイし、総資産を競うモード。プレイ年数は1-99年から設定が可能。今作では人間1人でプレイしている場合のみ、ゲーム中に持っているカードのセットを「デッキ」として保存することができる。「デッキ」は8つまで保存でき、保存した「デッキ」は「桃鉄3年決戦！」モードで使用したり、ほかのプレイヤーと通信交換することができる。
桃鉄3年決戦！
3年プレイし、総資産を競うモード。はじめから1億円を持ってゲームが開始し、プラス駅・マイナス駅・目的地到着金等の設定が「いつもの桃鉄」とは異なる。また、ゲーム開始前の設定で保存されている「デッキ」をつかうと、その「デッキ」に登録されているカードを持った状態でゲームを開始できる。

## 前作からの変更点
- 本作より、自分の独占した物件駅に立ち寄ると、たまにカードをもらえることがある（その駅の物件の増資具合に応じてもらえるカードは異なる）。ただしボンビーの類や、おいどんが自分に付いていないことが条件。
- 本作より、『12（西）』『USA』に登場した「ナイスカード駅」「忍者のっとりクン」が全国編にも登場する。
- 本作より、「ぶっとびカード」が、進行系カードではなく便利系カードに分類される。
- 本作より、物件の増資ランクを示すアイコンが、建物ではなく星の数で表示される。
- 本作より、「乗っ取りカード」を使って物件を奪う際の費用がかからなくなった。そのため、借金を抱えていても物件の乗っ取りが可能。
- 本作より、日本編においても「ロボット研究所」と「メカボンビー」が廃止された（それ以降は終了）。過去作で研究所だった駅は本作より全て「カード売り場駅」になった。
- 本作より「桃鉄公式戦」の名称が「桃鉄3年決戦!」に変更された。
- 『USA』に併せて変更になった名称（「ITバブル」や「M&Aカード」）が、『12』と同様の名称に戻る。
- 本作より、「猪突猛進カード」が航路でも使用できるようになった（ゲーム中のメッセージによると、猪が泳げることがわかったためとのこと）。
- 本作より、デパートや大規模な施設（後楽園のドームスタジアム・お台場の東京ビッグファイト）の物件を所有していると、物産展が開催されることがある。会場自体から臨時収入が入るほか、出店した地域の食品・農林・水産物件からも多額の臨時収入が入る。
- 初登場のカード：二刀流カード、足踏みカード（過去にあった「0進めるカード」を改名して再登場）、ビンゴカード、ミレニアムカード、素晴らしいカードなど
- 廃止されたカード：（地方名）カード

### 本作の特色
- 本作では、ゲストボンビーとして「ピヨピー」が登場。なお、後の『16』『2010』『タッグマッチ』『2017[注 1]』でも登場するが、本作のように貧乏神が変身した形態ではなく、札幌の名産怪獣「雪の恋人怪獣ピヨピー」となっている。
- 本作では、「ハリケーンボンビー」がとりついている場合、悪行を行なう時にしか専用のテーマ曲は使われない。
- 本作では、独占駅の物件全てを最大まで増資しても駅名の看板の色が変化しない。
- 本作では、ボタンの個数の関係で物件を選択して購入する際にはRボタンを使用する。
- 本作では、マイナス駅の金額変動が10月-3月に限定されている。
- 本作では、「大恐慌」時の「マイナス駅」の支出金額が5倍になる（これまでの作品では2倍）。
- 本作では、「カード売り場駅」は目的地に選ばれることはない。また、「フェリー駅」や「?駅」が目的地候補になるのは「いつもの桃鉄」の32年目以降となる。また、これらの駅が目的地になっても、『12』とは異なりマップのBGMは変化しない。
- 本作では、「いけるかな?」機能が原則的に「スタート地点の駅を基点に検索する」ようになっている。手動で列車を進めて途中のマスから検索しても、場合によってはスタート地点まで戻ってから検索ルートをたどることもある。
- 本作では、「いつもの桃鉄」で入手したカード内容を「デッキ」として保存し、「桃鉄3年決戦!（旧:桃鉄公式戦）」で利用することができる。デッキのデータを記録していない場合でも、ランダムに進行系3枚・便利系5枚が入った「おまかせデッキ」でプレイすることも可能（非常に稀な確率で、貴重なカードばかりで構成された進行系5枚・便利系8枚のデッキになることがある[3]）。デッキのカードを最初から持っている状態でスタートする。
- 本作では、時事にちなんだ下記のイベントが発生する。いずれも1ゲームにつき1回限り発生する。
  - 愛知万博にちなんだ物件・イベントが登場している。瀬戸駅の「地球博覧会パーク」を持っていると、3月にイベントが発生することがあり、半年間毎月冒頭にサイコロの出目に応じた臨時収入が入る。
  - 北京オリンピックによる中国特需の影響で、製鉄所・自動車工場・造船所に臨時収入が入るイベントがある。
  - 新札発行にちなんだイベントが発生する。肖像に選ばれた人物にまつわるグッズ屋を所有していると、臨時収入が入る（このイベントのみ『15』にも登場する）。

## 本作初登場の楽曲
関口和之作曲
- ステキなピヨピー

池毅作曲
- 口笛に乗って（いつもの桃鉄マップ曲）

## その他
- 公式サイトのクイズ[4]で24問目の問題の文章に「桃太郎伝説G」と誤植してしまっている文章がある。

## 関連書籍
- 土居孝幸アートワークス DOIN'S
  - 2010年、樹想社発行、銀河出版発売、ISBN 978-4-87777-095-2
  - キャラクターデザインを手掛ける土居孝幸の画集。本作からは広告用原画、パッケージ用原画、メニュー画面原画などが掲載されている。